# Werner Knobbe
Werner Knobbe (* 1950 in Minden) ist ein deutscher Journalist.
Knobbe studierte bei Lars Clausen an der Universität Kiel Soziologie. Von 1980 bis 1987 war er Journalist bei der Kieler Rundschau (KR), zu deren Gründern er gehört, anfangs als Volontär, dann als Redakteur und schließlich als Chefredakteur (zeitweise auch Geschäftsführer). Nach dem KR-Verkauf 1987 ging er nach Hamburg, wo er 1989/90 Chefredakteur und kommissarischer Geschäftsführer des privaten Radioanbieters Radio 107 war. Danach war er stellvertretender Programmleiter des Hörfunkprogramms Bremen Eins bei Radio Bremen.
1986 wurde er für seine Reportagen-Serie Armut – Sozialhilfe – Selbsthilfe mit dem Deutschen Sozialpreis der Bundesarbeitsgemeinschaft der Freien Wohlfahrtspflege ausgezeichnet.
Gemeinsam mit dem Hörfunk-Journalisten Rainer Burchardt verfasste Knobbe eine Biografie von Björn Engholm.